# Tatito Hernández
Rafael "Tatito" Hernández Montañez (14 de abril de 1972) es un político puertorriqueño afiliado al Partido Popular Democrático (PPD) que actualmente se desempeña como Presidente de la Cámara de Representantes de Puerto Rico. Adicionalmente, está afiliado al Partido Demócrata de los Estados Unidos. Ha sido miembro de la Cámara de Representantes de Puerto Rico desde 2009, primero por acumulación y luego en representación del undécimo distrito, que incluye el municipio de Dorado y partes de los municipios de Vega Alta y Vega Baja. En las elecciones de 2020 fue reelegido en su distrito y elegido como presidente de la cámara para la legislatura 2021-2025.

## Primeros años y educación
Rafael "Tatito" Hernández nació el 14 de abril de 1972 en Dorado. Recibió un Bachillerato en Ciencias en Agrimensura y Cartografía de la Universidad Politécnica de Puerto Rico en San Juan. Hernández también asistió a la Escuela de Banqueros Hipotecarios de Puerto Rico y a la Escuela de Bienes Raíces Alberto Hernández, donde tomó varios cursos sobre el origen, procesos y análisis de préstamos, hipotecas y bienes raíces. Sirvió en la Reserva de la Marina de los Estados Unidos durante ocho años.

## Carrera política
Se postuló por primera vez para un escaño en la Cámara de Representantes de Puerto Rico como miembro del Partido Popular Democrático en 2008, año del mayor triunfo electoral de la historia del Partido Nuevo Progresista. A pesar de que no fue electo como representante por el undécimo distrito, la Comisión Estatal de Elecciones lo certificó como representante por acumulación adicional bajo las disposiciones de la Constitución de Puerto Rico, que prevé la certificación de legisladores adicionales cuando la minoría no logra elegir 17 miembros de la Cámara. Una vez certificado, disfrutó de todos los privilegios de un representante electo por acumulación durante ese período.
En 2012, el Partido Popular Democrático volvió a postular a Hernández para representante por el undécimo distrito y fue elegido de forma directa como representante por dicho distrito, ganando con el 48,83% de los votos en una contienda de tres candidatos. En 2016 Hernández fue elegido líder de la minoría del PPD en la Cámara de Representantes de Puerto Rico.
En diciembre de 2019, Tatito Hernández respaldó al exvicepresidente y candidato presidencial demócrata de 2020 Joe Biden y se desempeñó como copresidente del comité de liderazgo "Puerto Rico for Biden" de su campaña presidencial de 2020. Luego de ser elegido como presidente de la Cámara, Hernández contrató a un exmiembro del comité de Biden como asesor recibiendo un salario mensual de $9000.
El 7 de diciembre de 2023 Hernández radicó su candidatura para Alcalde de Dorado anunciado su retiro de la Cámara de Representantes y retando en una contienda primarista a su llamado "padrino político" el actual titular de la alcaldía Carlos López. Hernández fue derrotado en la primaria por un margen de 3 a 1 recibiendo el 24.86% de los votos frente al 75.14% obtenido por López.

## Vida personal
Hernández está casado con María Maritza Torres Rivera desde 1994 con quien comparte dos hijos: Rafael Luis y Alanis Marie. Es aficionado del football americano, el béisbol y la natación.

## Historial electoral
| Elección | Cargo                              | Tipo      | Partido | Partido | Votos  | %     | Posición | Resultado |
| -------- | ---------------------------------- | --------- | ------- | ------- | ------ | ----- | -------- | --------- |
| 2008     | Representante por el 11.º distrito | Generales |         | PPD     | 22,928 | 46.7  | 2.º      | Derrotado |
| 2012     | Representante por el 11.º distrito | Generales |         | PPD     | 23,118 | 48.8  | 1.º      | Electo    |
| 2016     | Representante por el 11.º distrito | Generales |         | PPD     | 18,764 | 47.8  | 1.º      | Reelecto  |
| 2020     | Representante por el 11.º distrito | Generales |         | PPD     | 12,152 | 39.3  | 1.º      | Reelecto  |
| 2024     | Alcalde de Dorado                  | Primarias |         | PPD     | 1,466  | 24.86 | 2.º      | Derrotado |